# АЕС Кайга
АЕС Кайга (англ. Kaiga Atomic Power Station, гінді कैगा अणुऊर्जा केंद्र ) —атомна електростанція, розташована в окрузі Уттара-Каннада штату Карнатака в Індії . До складу станції входять чотири енергоблоки електричною потужністю по 220 МВт, оснащені реакторами PHWR. Першим було введено в експлуатацію другий блок – 16 березня 2000 року, останнім четвертий блок – 20 січня 2011 року. Планувалося також будівництво п'ятого та шостого блоків, але ці плани викликали протести місцевих жителів. На даний момент планування нових енергоблоків на станції призупинено.

## Історія
Будівництво станції було розпочато 1 вересня 1989 року, 1 грудня того ж року було закладено другий енергоблок. Через обвал купола гермооболонки другий блок був добудований і зданий в експлуатацію раніше першого.
2002 року було розпочато будівництво ще двох блоків. Постачанням турбінного обладнання для них займалася українська компанія ВАТ «Турбоатом», яка виграла тендер на постачання турбін для третього та четвертого блоків станції. У постачаннях також брали участь як субпідрядники завод Електроважмаш, завод «Моноліт» і компанія Зіомар.
Третій блок був зданий в експлуатацію 5 травня 2007. У ніч із 25 на 26 серпня він був аварійно зупинений через поломку електрогенератора. Блок був запущений лише в червні 2008 року після більш ніж 9-місячного простою.
20 січня 2011 року було запущено четвертий енергоблок. Будівництво блоку було закінчено набагато раніше, але пуск станції був відкладений через дефіцит природного урану в Індії.

## Пригоди

### Обвалення конструкцій блоку 1
13 травня 1994 року на першому блоці при натягу канатів, що створюють попередню напругу купола гермооболонки, приблизно 40% матеріалів купола внутрішньої оболонки (в основному бетону) загальною вагою близько 130 тонн раптово обрушилися. Жертв та пошкоджень важливого обладнання не було, 14 осіб отримали легкі травми. Завершення будівництва першого блоку спочатку планувалося на 1996 рік, але в результаті події це сталося значно пізніше, у 2000 році.

### Отруєння співробітників станції тритієм
24 листопада 2009 року результати щоденних аналізів показали наявність у сечі 55 співробітників станції тритію. Усіх співробітників було госпіталізовано. Результати проведеної перевірки показали, що джерелом зараження стала вода з кулера. Витоків на станції виявлено не було. Висувалася версія, що тритій хтось навмисне помістив у кулер і пізніше цю версію офіційно підтвердили.

## Інформація про енергоблоки
| Енергоблок | Тип реакторів | Потужність | Потужність | Початок будівництва    | Підключення до мережі  | Введення в експлуатацію | Закриття               |
| Енергоблок | Тип реакторів | Чистий     | Брутто     | Початок будівництва    | Підключення до мережі  | Введення в експлуатацію | Закриття               |
| ---------- | ------------- | ---------- | ---------- | ---------------------- | ---------------------- | ----------------------- | ---------------------- |
| Кайга-1    | PHWR          | 202 МВт    | 220 МВт    | 01.09.1989             | 12.10.2000             | 16.11.2000              |                        |
| Кайга-2    | PHWR          | 202 МВт    | 220 МВт    | 01.12.1989             | 02.12.1999             | 16.03.2000              |                        |
| Кайга-3    | PHWR          | 202 МВт    | 220 МВт    | 30.03.2002             | 11.04.2007             | 06.05.2007              |                        |
| Кайга-4    | PHWR          | 202 МВт    | 220 МВт    | 10.05.2002             | 19.01.2011             | 20.01.2011              |                        |
| Кайга-5    | PHWR          | 202 МВт    | 220 МВт    | планування призупинено | планування призупинено | планування призупинено  | планування призупинено |
| Кайга-6    | PHWR          | 202 МВт    | 220 МВт    | планування призупинено | планування призупинено | планування призупинено  | планування призупинено |